# 寿安站
壽安站（：／ Suan yeok */?）是釜山地鐵4號線沿線的一座地下車站，位於韓國釜山廣域市東萊區壽安洞，韓語副站名為「東萊邑城壬申倭亂歷史館」（동래읍성임진왜란역사관）。

## 車站結構
站體為2面2線側式月台的地下車站，候車月台設有月台幕門，並有8處出口。

### 月台配置
| 東萊 ↑ |
| \| 上  |
| ↓ 樂民 |

| 月台 | 路線               | 目的地                                 |
| ---- | ------------------ | -------------------------------------- |
| 上行 | ●釜山都市铁道4号线 | 東萊、美南方向                         |
| 下行 | ●釜山都市铁道4号线 | 忠烈祠、農如農產品市場、古村、安平方向 |

## 歷史
- 2011年3月30日：落成啟用。

## 車站周邊
- 新韓銀行東萊分行
- 韩亚银行東萊分行
- 韓國基督教歷史博物館
- 釜山東萊警察署
- 壽安洞郵局
- 明倫初等學校
- MEGA MART（朝鲜语：메가마트）東萊店
- 東萊市場

## 圖片

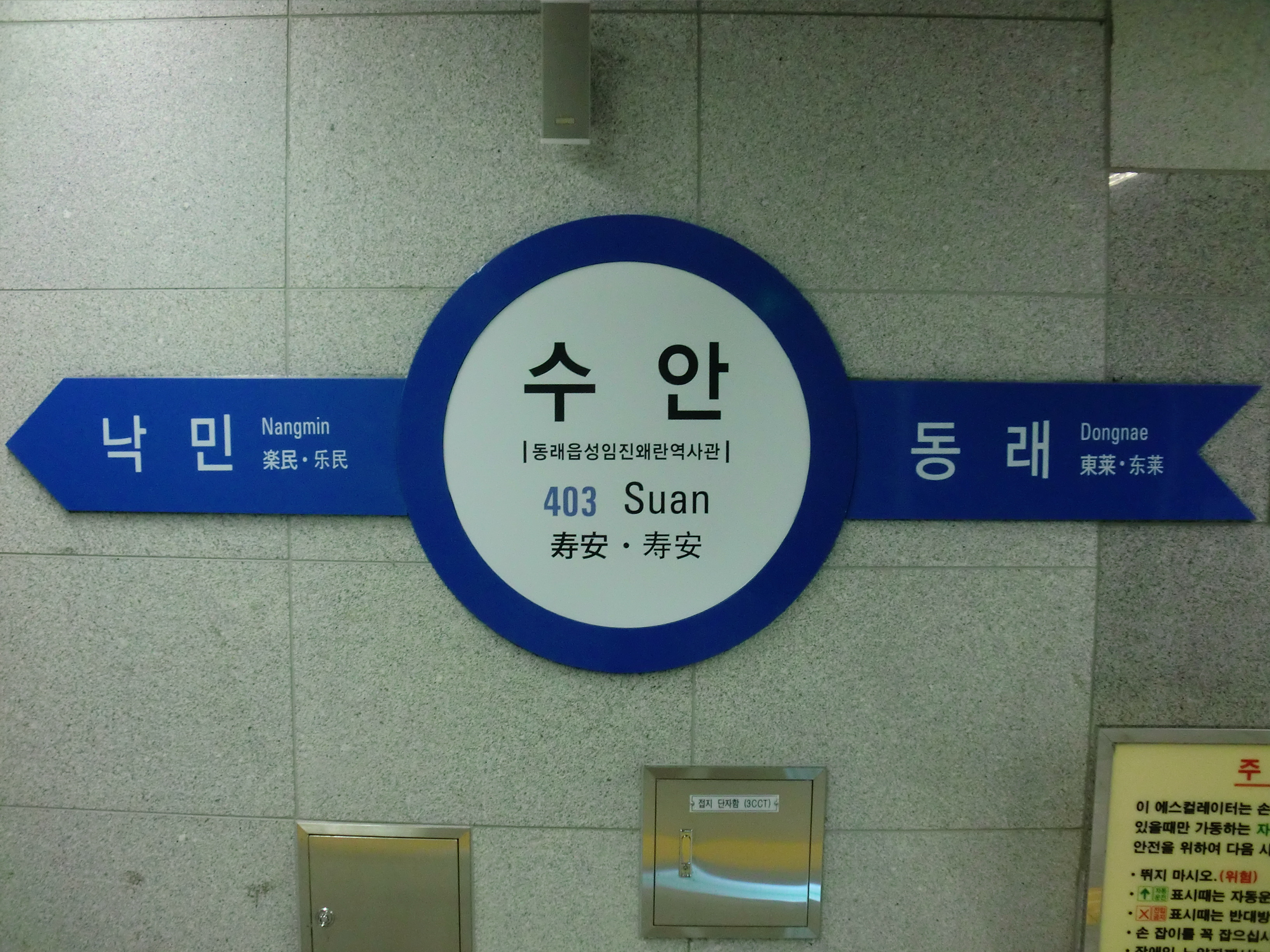
站名牌
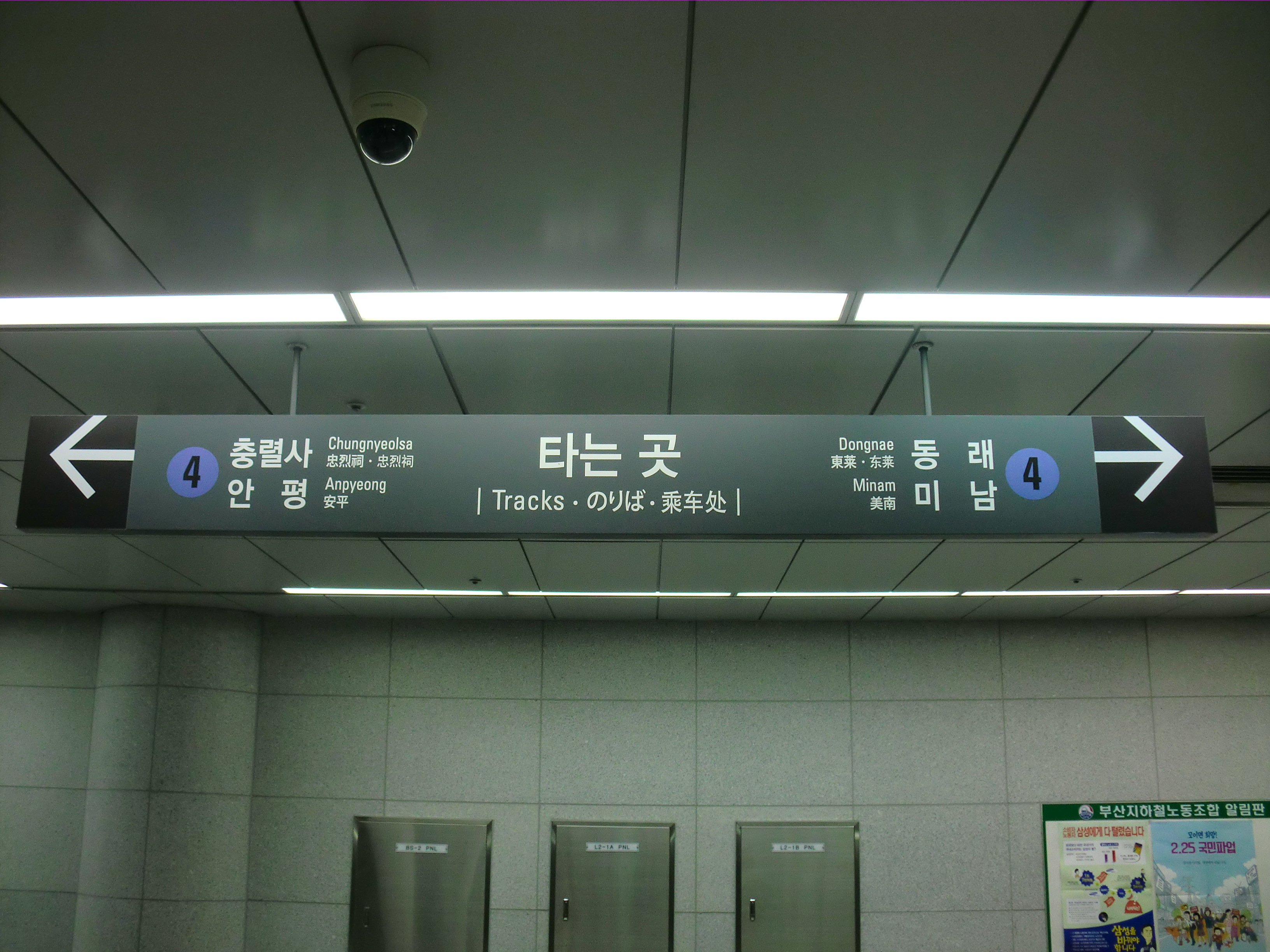
車站指示牌
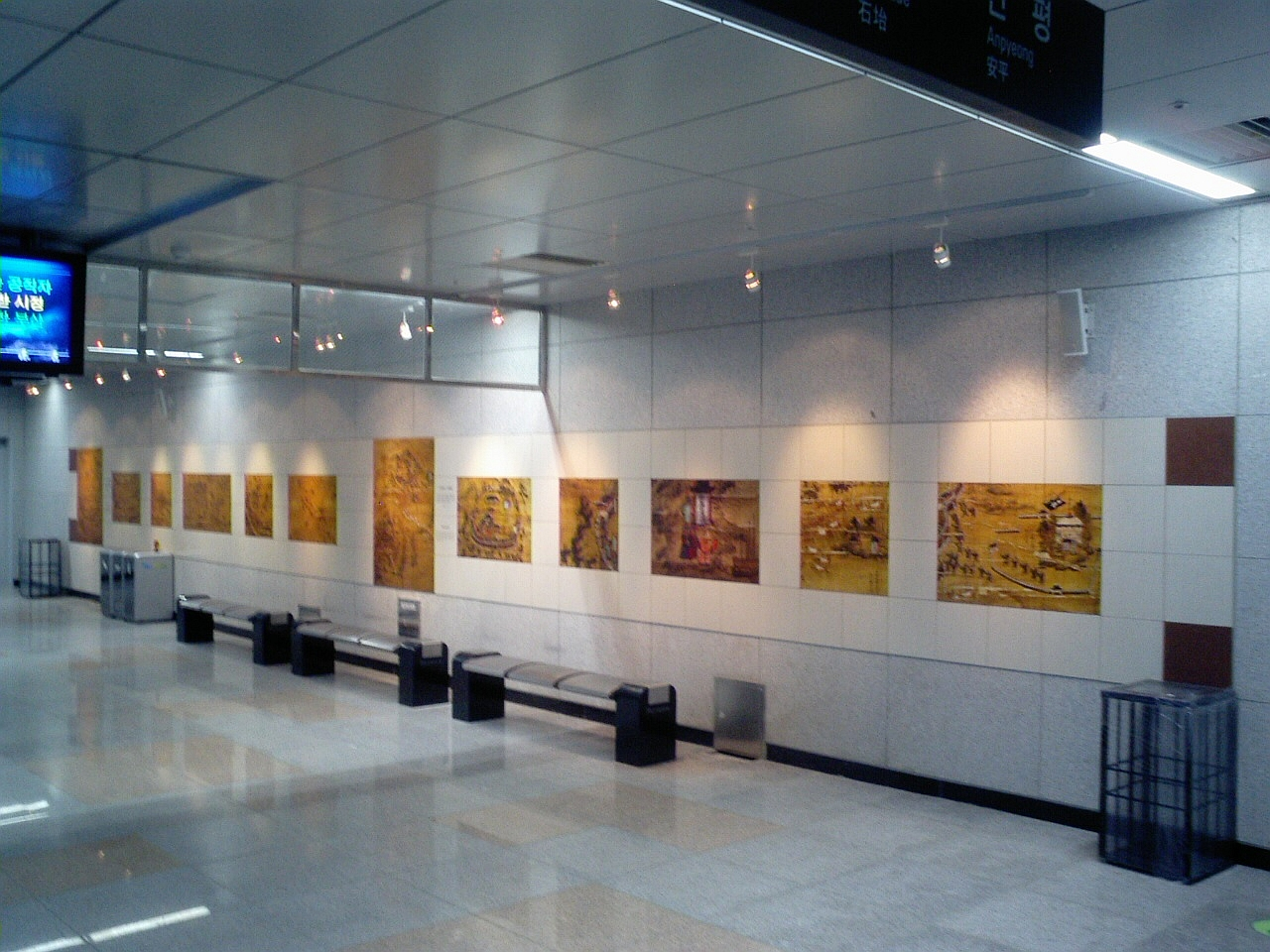
車站廊道公共藝術
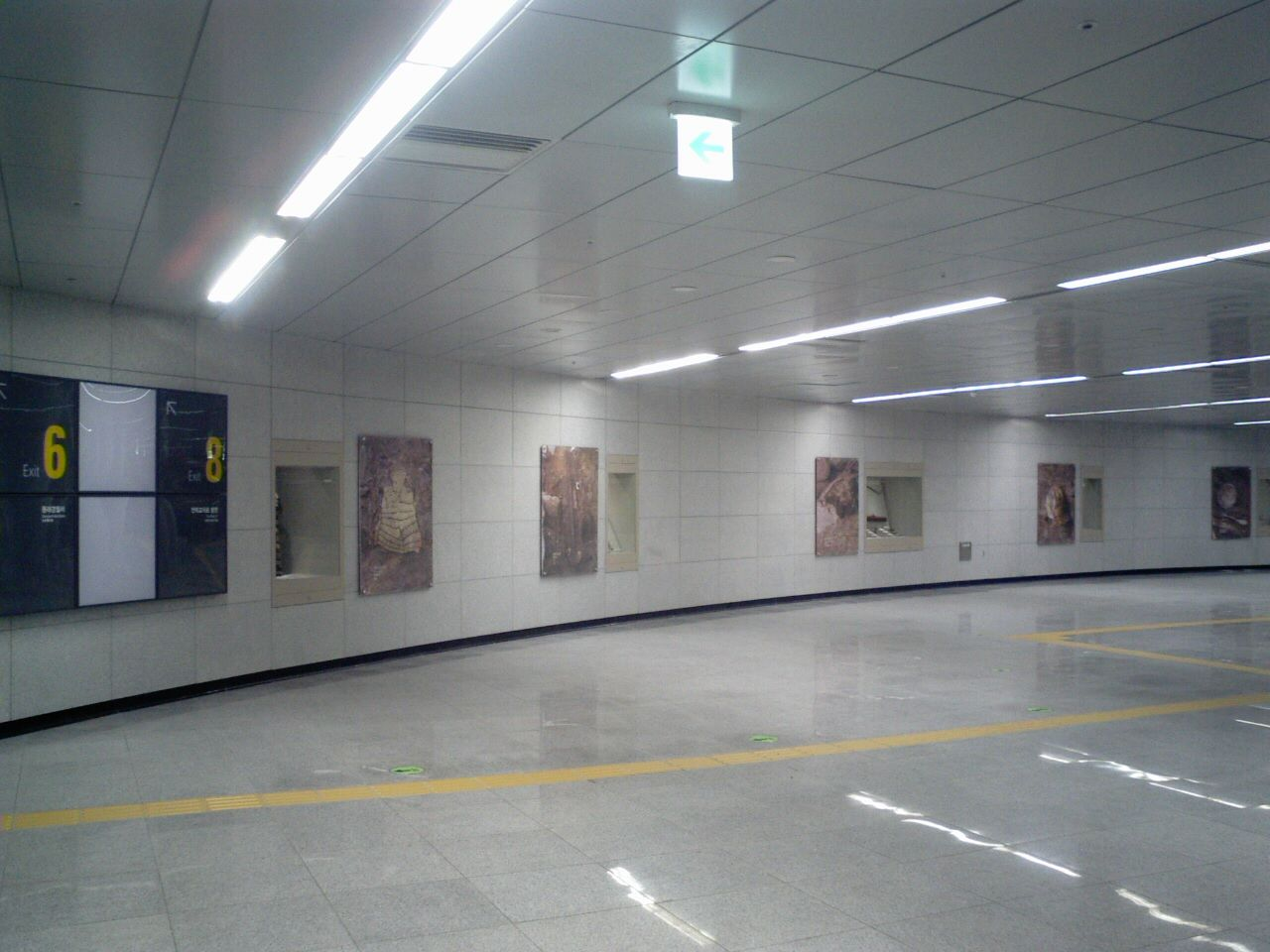
候車大廳公共藝術
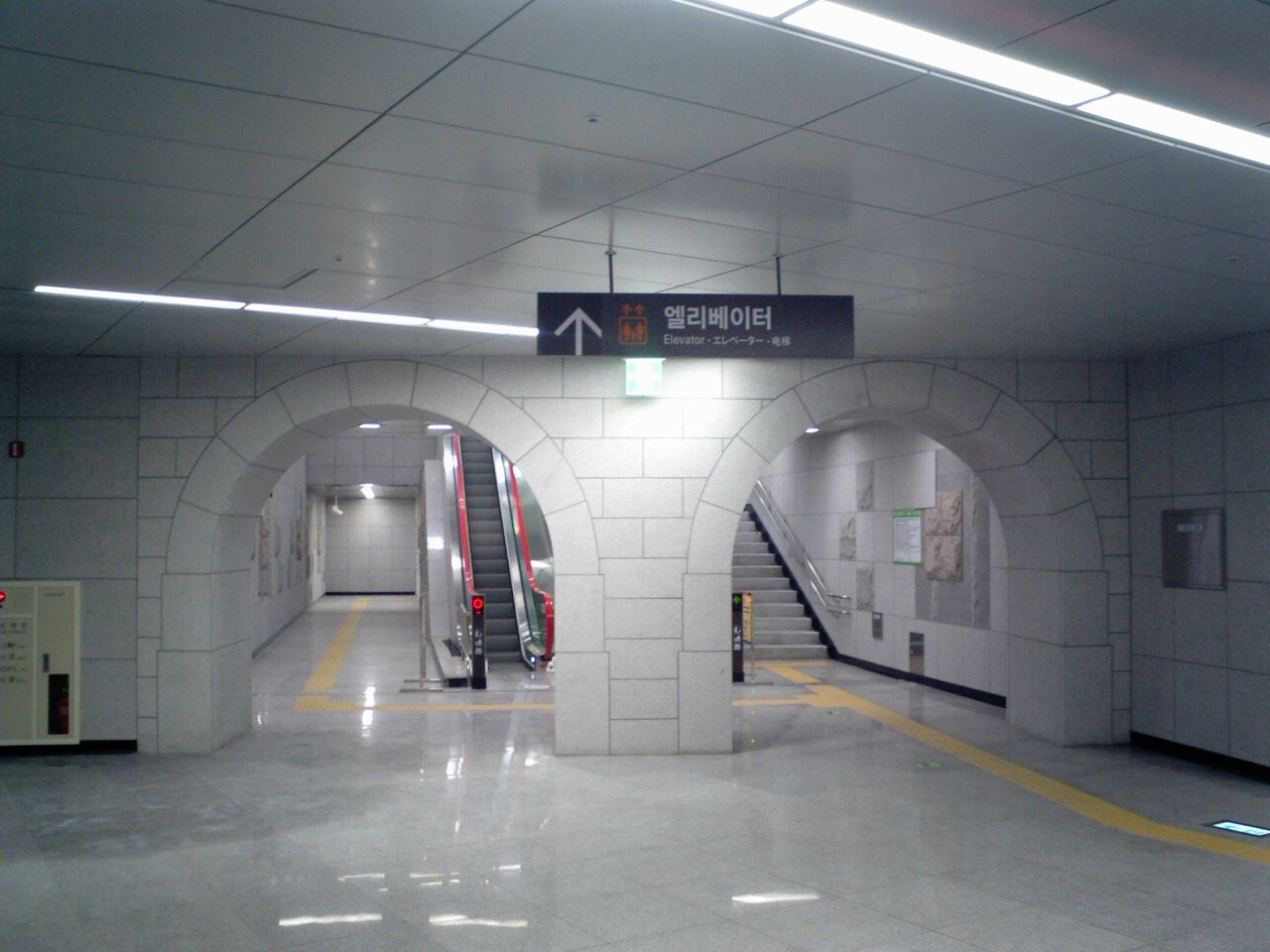
拱門
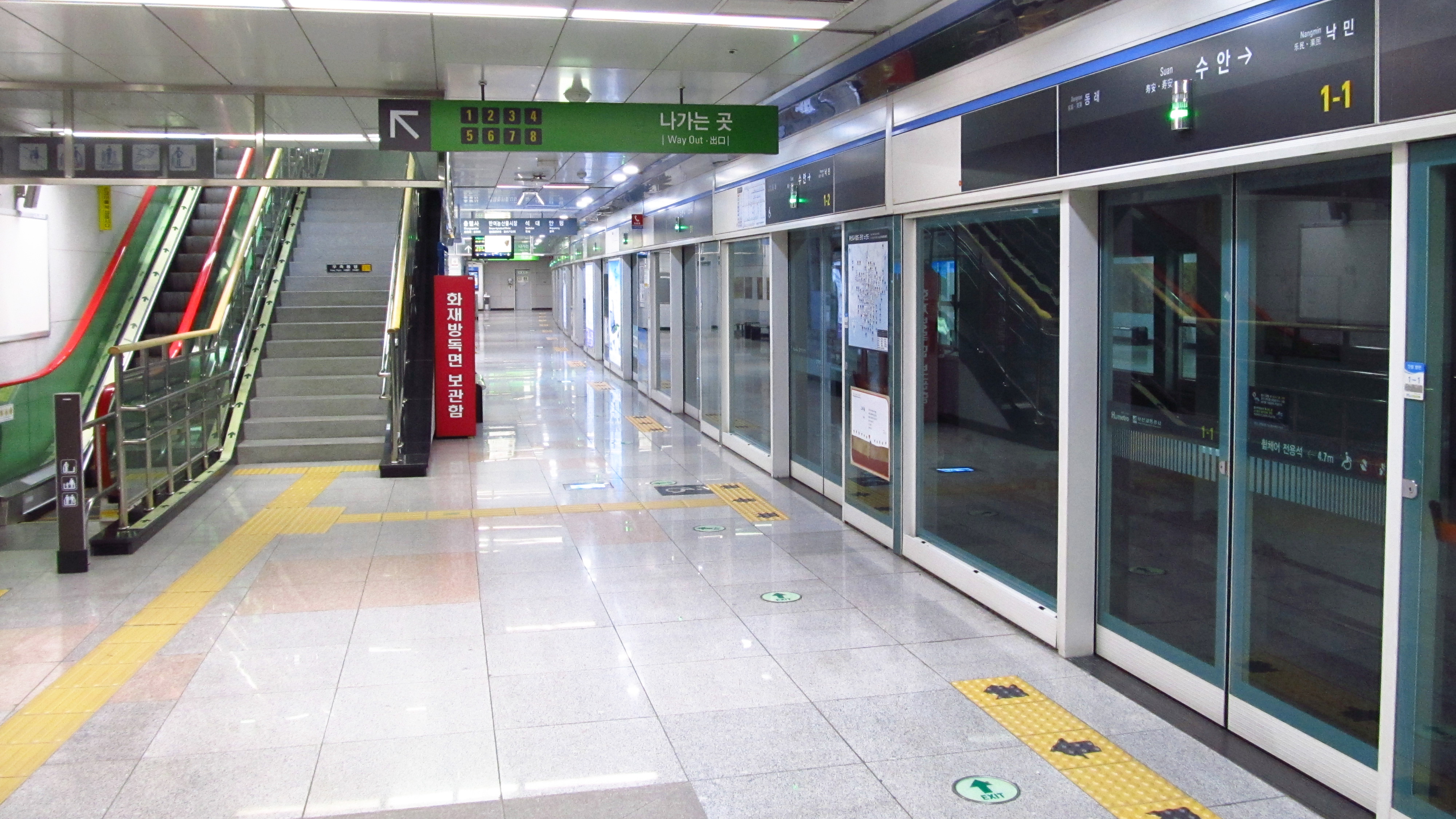
候車月台
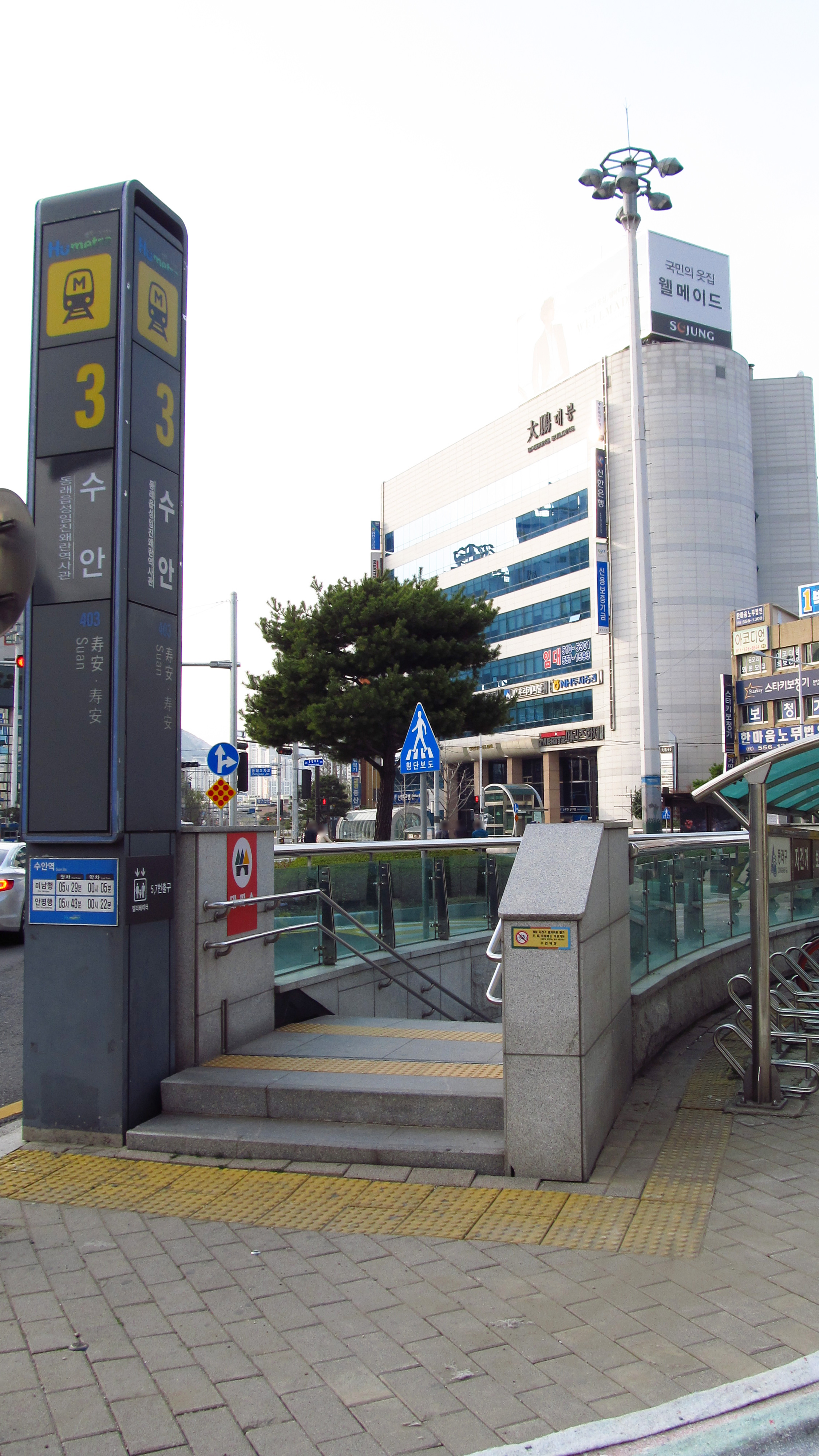
3號出口

## 相鄰車站
釜山交通公社
●釜山都市铁道4号线
東萊（402）－壽安（403）－樂民（404）